# Madagaskarente

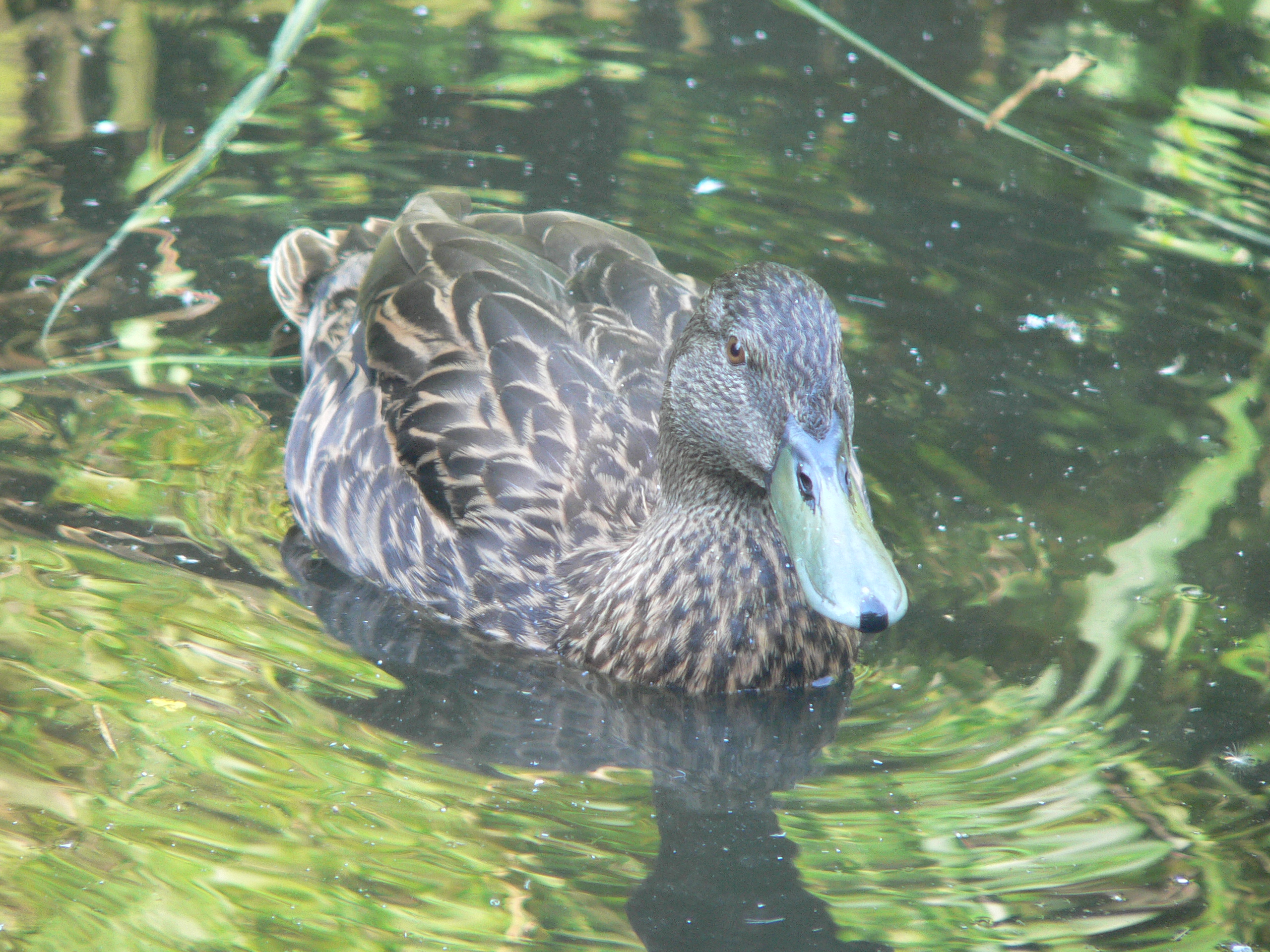
Madagaskarente – deutlich erkennbar der dunkle Schnabelnagel

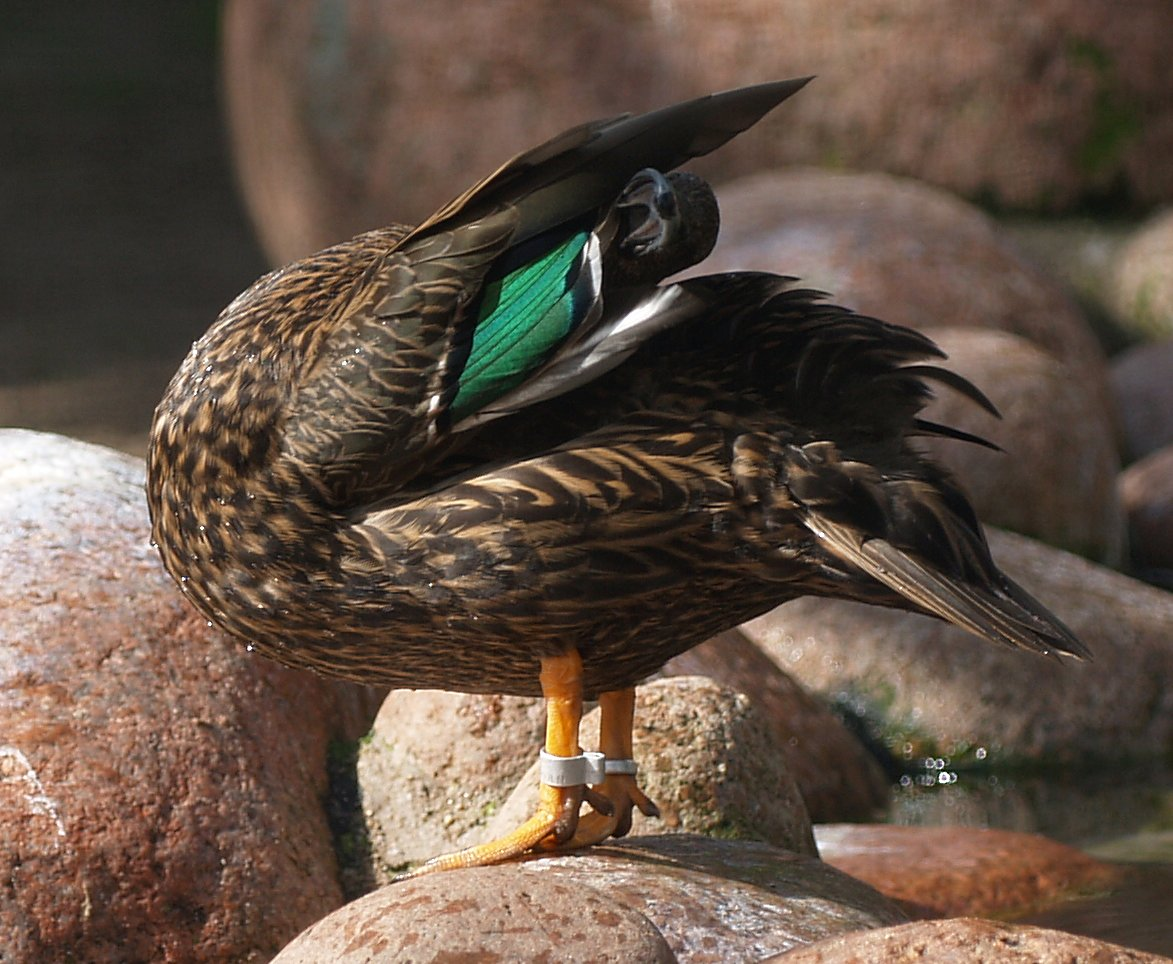
Madagaskarente reinigt ihr Gefieder – deutlich sichtbar der grünliche Flügelspiegel

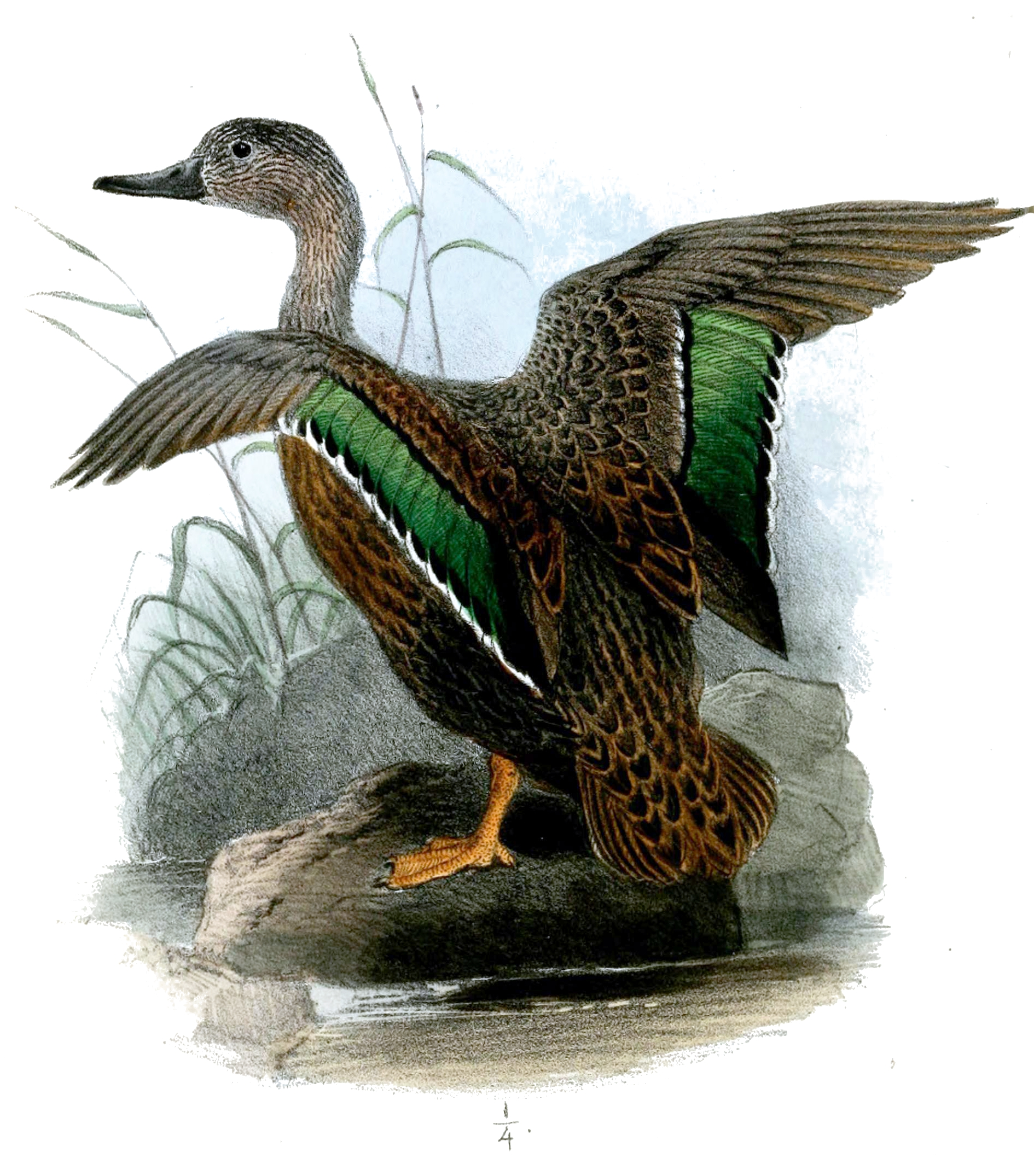
Illustration einer Madagaskarente

Die Madagaskarente (Anas melleri) oder auch Madagaskar-Stockente ist ein Entenvogel, der zu den Schwimmenten gerechnet wird. Ihr natürliches Verbreitungsgebiet ist Madagaskar. Sie zählt wie die Madagaskarmoorente zu den am stärksten bedrohten Entenvögeln der Welt. Das Artepitheton ehrt den Naturforscher Charles James Meller, der für Philip Lutley Sclater das Typusmaterial sammelte.

## Erscheinungsbild
Die Madagaskarente ist eine sehr große Ente. Sie erreicht eine Körperlänge von 65 Zentimetern. Ihr Körpergefieder wirkt auf größere Entfernung monoton braun und erinnert stark an die Weibchen der Stockente. Madagaskarenten lassen sich jedoch an dem größeren und grauer gefärbten Schnabel unterscheiden. Bei Madagaskarenten weisen die Kopf-, Hals und Körperfedern außerdem schmale dunkle Zentren und breite braune Säume auf, so dass eine dünne Strichelung entsteht. Bei der Stockente sind dagegen Gesicht und Vorderhals fast einfarbig und deutlich zum Rumpf abgesetzt. Im Flug heben sich die hellen Unterflügeldecken deutlich von dem dunkleren Körpergefieder ab.
Madagaskarenten weisen keinen Geschlechtsdimorphismus und keinen saisonalen Dimorphismus auf. Die Männchen sind etwas größer als die Weibchen, und auf Grund des etwas größeren Schädels wirkt bei ihnen der Schnabel länger als bei den Weibchen. Der Flügelspiegel ist grün und weist eine weiße Begrenzung auf. Beim Männchen sind die beiden mittleren Schwanzfedern am Ende schwarz. Das Männchen hat außerdem an den Flanken etwas längere Federn. Beine und Füße sind orangebraun. Die Augen sind dunkelbraun. Jungenten gleichen den adulten Vögeln. Bei ihnen sind die Federsäume aber etwas ausgeprägter, so dass sie leicht kontrastreicher wirken. Die Küken gleichen denen der Stockente. Allerdings ist die Gesichtszeichnung etwas unterschiedlich. Die dunklen Ohrenflecken sind sichelförmig über die Halsseiten verlängert. Bei heranwachsenden Küken fällt sehr schnell der verlängerte Schnabel auf. Das Mauserschema der Madagaskarente ist noch nicht vollständig beobachtet. Nach der Brutzeit erfolgt jedoch ein kompletter Wechsel des Gefieders, und Madagaskarenten sind für etwa einen Monat flugunfähig. Die pränuptiale Mauser verläuft vermutlich über mehrere Monate.
Die Stimme der Madagaskarente gleicht der der Stockente. Die Weibchen quaken etwas höher als die Weibchen der Stockenten, und das räb der Männchen geht über drei Töne.

## Verbreitung und Bestand
Die Madagaskarente ist eine endemische Entenart Madagaskars. Auf Mauritius wurde sie um etwa 1850 eingeführt. Vermutlich werden aber immer wieder Madagaskarenten auf diese Insel durch Stürme verdriftet.
Seit das zentrale Hochland von Madagaskar weitgehend abgeholzt ist, beschränkt sich das Verbreitungsgebiet der Madagaskarente auf die östliche Hälfte der Insel. Ihre Höhenverbreitung reicht bis zu 2.000 Meter und möglicherweise in noch höhere Höhenlagen. Sie kommt unter anderem auf den beiden isolierten Gebirgsmassiven Andringitra und Kalambatritra vor. Eine größere Konzentration von Madagaskarenten findet sich am Lac Alaotra, der in einem großen Feuchtgebiet liegt, das überwiegend für den Reisanbau genutzt wird. An diesem See finden sich auch Schwärme von nichtbrütenden Madagaskarenten ein.
Auf Mauritius, wo 1970 ca. 20 Paare brüteten, ist die Art vom Aussterben bedroht. Sie wird dort nur als freilebender Bestand überleben können, wenn ihre Populationszahlen durch ausgewilderte Madagaskarenten ergänzt werden. Insgesamt wird der Bestand der Madagaskarente weltweit auf 2.000 bis 5.000 Individuen geschätzt. Der Bestand ist insgesamt rückläufig. Als Ursachen gelten Bejagung, der Verlust von Lebensraum und die zunehmende Umweltverschmutzung auf Madagaskar. Es wird für möglich gehalten, dass Madagaskarenten einige Regionen Madagaskars nicht mehr besiedeln, nachdem dort große Fischarten eingeführt wurden.

## Lebensraum und Nahrung
Die Madagaskarente präferiert Süßwasserseen, Flüsse und Feuchtland in überwiegend bewaldeten Gebieten. Ihr bevorzugtes Habitat sind langsam fließende Flüsse. Sie sucht nach Nahrung häufig während der Nacht. Bei der Nahrungssuche können sich große Schwärme bilden. Am Lac Alaotra kann man sie häufig mit Sichlern vergesellschaftet sehen.
Ihre Nahrung findet sie gründelnd oder von der Wasseroberfläche aufnehmend. Gelegentlich suchen sie auch auf den Uferbänken nach Nahrung. Die Nahrungszusammensetzung freilebender Madagaskarenten ist bislang nicht hinreichend untersucht. Pflanzliche Nahrung spielt aber eine große Rolle. Sie fressen unter anderem die Bestandteile von Seerosen. Auch Wirbellose wie Schalentiere werden von ihnen gefressen.

## Fortpflanzung
Während der Fortpflanzungszeit sind Stockenten territorial. Ihr klar abgegrenztes Revier wird energisch verteidigt. Als Brutrevier werden Flussabschnitte besetzt. Zu Auseinandersetzungen mit anderen Madagaskarenten kommt es überwiegend an den Reviergrenzen. Das Männchen hält sich im Revier auf, während das Weibchen brütet. Anders als bei vielen Entenart kommt es zu keiner Schwarmbildung von Erpeln. Paarungen mit anderen Weibchen sind selten. Das Männchen greift sogar bevorzugt die Weibchen an, wenn ein anderes Madagaskarentenpaar ins Revier eindringt.
Die Brutzeit fällt in den Zeitraum Juli bis April. Die Fortpflanzung wird wahrscheinlich durch Regenfall ausgelöst. Das Nest wird am Boden errichtet. Die Eier sind ovalmit einer glänzenden Oberfläche. Die Schalenfarbe ist mattweiß. Das Vollgelege umfasst durchschnittlich 8,15 Eier (Bandbreite 5 bis 13 Eier). Es brütet allein das Weibchen. Die Brutzeit beträgt 26 bis 28 Tage. Bei in menschlicher Obhut gehaltenen Madagaskarenten waren die Küken in der 11. Lebenswoche flügge.

## Haltung in menschlicher Obhut
Wegen ihrer großen Ähnlichkeit zur Stockente spielen Madagaskarenten in der Gehegehaltung keine große Rolle. Ersthalter war im Jahre 1894 der Zoo in London. Das dort gehaltene Männchen verpaarte sich mit einer Stockente und zog erfolgreich Nachwuchs auf. Der Berliner Zoo hielt die Art erstmals im Jahre 1930 und konnte mit ihr zwischen 1935 und 1939 züchten.
Ernsthafte Nachzuchtbemühungen fanden ab 1977 durch den britischen Wildfowl Trust und den Zoo auf Jersey statt. Der Jersey Wildlife Preservation Trust hat sich die Erhaltung dieser bedrohten Entenart zum Ziel gesetzt und koordiniert seit 1993 ein Zuchtprogramm dieser Art. Ziel ist es, außerhalb Madagaskars eine Reservepopulation aufzubauen. Zu den an diesem Erhaltungsprogramm beteiligten Zoos zählte unter anderem der Kölner Zoo, der zwei Paare erhielt und erstmals 1998 erfolgreich züchtete. Madagaskarenten müssen grundsätzlich in Volieren gehalten werden, da ansonsten eine Hybridisierung mit Stockenten sehr wahrscheinlich ist.

## Belege